# Rfala
Rfala  (in arabo ارفالة‎?) è un centro abitato e comune rurale del Marocco situato nella provincia di Azilal, regione di Béni Mellal-Khénifra. Conta una popolazione di 9 749 abitanti (censimento 2014).